# Lythrypnus zebra
Lythrypnus zebra är en fiskart som först beskrevs av Gilbert, 1890.  Lythrypnus zebra ingår i släktet Lythrypnus och familjen smörbultsfiskar. IUCN kategoriserar arten globalt som livskraftig. Inga underarter finns listade i Catalogue of Life.